# 마사키 미키
마사키 미키(일본어: 真咲 美岐 まさき みき[*], 1927년 5월 2일 - 1982년 9월 6일)는 일본의 배우이다.
효고현 고베시 히가시나다구 출신이다. 본명은 마사키 사요(柾木 佐予)이다. 다카라즈카 가극단 재단 당시의 예명은 마사키 미노루(真咲 みのる)이다.

## 인물
쇼인여학교를 중퇴하였다. 다카라즈카 음악무용학교를 졸업하고, 다카라즈카 가극단 30기생이다.
1943년, 다카라즈카 가극단에 입단했다. "마사키의 코믹(真咲のコミック)"이라고 인기를 끌었던 남역 스타이다.
1956년, 다카라즈카 가극단을 퇴단했다. 분가쿠좌로 이적하지만, 1963년, 기쁨의 거문고 사건(喜びの琴事件)을 계기로 미시마 유키오, 야시로 세이이치, 카하라 나츠코, 미나미 요시에, 나카무라 노부오 등과 함께 분가쿠좌를 탈퇴했다. 그 후에 로만 극장, 극단 NLT, 극단 스바루에 소속했다.
1982년 9월 6일, 55세의 나이로 사망했다.

## 출연작품

### 영화
- 대학의 이시마츠 여군 돌파(大学の石松 女群突破) (1957년, 토에이) - 하루코(ハル子)
- 雌が雄を喰い殺す 三匹のかまきり (1967년, 쇼치쿠) - 미야가와 여사(宮川女史)
- 激流 (1967년, 쇼치쿠) - 테라타 토키(寺田とき)
- 꽃 잔치(花の宴) (1967년, 쇼치쿠) - 니와 시게(丹羽しげ)
- 아내와 여자의 사이(妻と女の間) (1976년, 토호) - 바 "미코"의 마담(バー「ミコ」のマダム)

### TV드라마
- バラと手錠 (1956년, NHK)
- 酉歳三番叟 (1957년, NTV)
- 부장형사(部長刑事) 제 62화 「消えたマッチ」 (1959년, OTV)
- 現行犯 (1959년, MBS)
- 題名のないドラマ (1960년, KR)
- 棺の花 (1961년, NTV)
- 사건기자(事件記者) 제 99화 「黒い凶器」 (1962년, NHK)
- 小さな来訪者 (1962년, CX)
- 판결(判決) 제 93화 「ゆみ子」 (1964년, NET)
- 7명의 형사(七人の刑事) 제 2시즌 (TBS)
  - 제 228화 「通夜の検証」 (1966年)
  - 제 314화 「論より証拠」 (1967年)
- 女が帰るとき (1967년, ABC)
- 특별기동수사대(特別機動捜査隊) (NET・토에이)
  - 제 277화 「春の波紋」 (1967年)
  - 제 288화 「黒い砂漠」 (1967年)
  - 제 315화 「栄光二重奏」 (1967年)
  - 제 385화 「ブルーボーイ」 (1969年)
  - 제 599화 「女房貸します」 (1973年)
- 후지에 서있는 그림자(富士に立つ影) (1967년, MBS・쇼치쿠)
- 아, 동기의 벚꽃(あゝ同期の桜) 제 4화「兄弟」 (1967년, NET・토에이)
- 女だけの海 (1967년, NHK)
- 일본검객전(日本剣客伝) 제 2화「小野次郎左衛門」 (1968년, NET・토에이)
- 愛のうず潮 제 9・10・30화  (1968년, NET)
- 色はにおえど 제 22화 「秋風吹けば」 (1968년, NET)
- 검호(剣豪) 제 2화「新選組のイイ男」 (1970년, NET)
- 도쿠가와 여자 에마키(徳川おんな絵巻) 제 25화 「仮面の女」・제 26화 「悪霊の城」 (1971년, KTV・토에이)
- 새끼를 데리고 온 늑대 (요로즈야 킨스케판) (子連れ狼  (萬屋錦之介版)) 제 21화 「残菊の宿」 (1973년, NTV・유니온영화)
- 無宿侍 제 13화  (1973년, CX・국제방영)
- 신쥬쿠 경찰(新宿警察) 제 22화 「新宿・初恋」 (1976년, CX・토에이)
- 힘내라!! 로보콘(がんばれ!!ロボコン) 제 91화「アセリンコ!夏休みが終っちゃう!!」 (1976년, NET・토에이)
- 붉은 충격(赤い衝撃) 제 2화 「かたき同士の家族」 (1976년, TBS・다이에이테레비)
- 겨울 운동회(冬の運動会) (1977년, TBS・木下恵介プロダクション)
- 연속TV소설 오테이짱(連続テレビ小説 おていちゃん) (1978년, NHK)
- 십자로 제 2부 (十字路 제 二部) 제 3화 「南国高知編 結婚しない男と結婚しない女」 (1978년, NHK)
- 鳥獣の寺 제 4화  (1979년, NHK)

### 무대
- 사도 백작부인(サド侯爵夫人) (1965년, 극단 NLT・키노쿠니야홀) - 생 폰(サン・フォン)
- 로쿠메이칸(鹿鳴館) (1967년, 극단 NLT・키노쿠니야홀)
- 근대 노가쿠집 아오이노우에(近代能楽集 葵上) (1967년, 신주쿠문화프로듀스・아트 시어터 연극 공연)
- 뮤지컬 유리가면(ミュージカル ガラスの仮面) (1979년) - 츠키카게 치구사(月影千草)
- 邪悪姦しい女
- 수전노(守銭奴)
- 陽気な幽霊

### 더빙
- 프리즈나 No.6 제 8화 「죽음의 줄거리(死の筋書)」 (1967年) - No.2